# Président du Comité exécutif régional de Hrodna
 (novembre 2020).
Le Président du Comité exécutif régional de Hrodna est le plus haut fonctionnaire de la voblast de Hrodna. Il dirige le Comité exécutif, soit la plus haute instance exécutive de la voblast. 
L'actuel titulaire de la fonction est Yuriy Karayev depuis le 31 mars 2025.

## Fonctions
Il gère le Comité exécutif régional (ru) et la défense civile de la voblast.
Il interagit avec l'administration du président de la République du Bélarus (en), le Conseil des ministres de la République du Bélarus et le Conseil régional des députés de Hrodna (ru).
Il coordonne les activités de la ville, des comités exécutifs de raion et des administrations locales dans les villes de la région.

## Présidents du Comité exécutif régional de Hrodna

### Sous la RSS de Biélorussie
- 20 septembre 1944 – 1948 : Piotr Rataïko (ru)
- janvier 1948 – 1951 : Fiodor Liakhov (ru)
- 18 octobre 1951 – 6 octobre 1961 : Ippolit Kananovitch (be)
- août 1961 – janvier 1963 : Nikolaï Malachko (ru)
- janvier 1963 – décembre 1964 : Nikolaï Malachko (ru) (président du Comité exécutif régional rural)
- janvier 1963 – décembre 1964 : Vassili Dorkine (ru) (président du Comité exécutif régional industriel)
- décembre 1964 – novembre 1972 : Nikolaï Malachko (ru)
- novembre 1972 – 24 janvier 1978 : Grigori Filatovitch (ru)
- 16 mars 1978 – 31 octobre 1983 : Sergueï Kobiak (ru)
- 31 octobre 1983 – 20 septembre 1993 : Dimitri Artsimenia (ru)

### Sous la Biélorussie actuelle
- 31 octobre 1983 – 20 septembre 1993 : Dimitri Artsimenia (ru)
- 21 octobre 1993 – 12 décembre 1994 : Simion Domach (en)
- 12 décembre 1994 – 4 février 2001 : Alexandre Doubko (en)
- 29 avril 2001 – 25 janvier 2010 : Vladimir Savtchenko (be)
- 20 mai 2010 – 14 novembre 2013 : Simion Shapiro (ru)
- 14 ou 15 novembre 2013 – 22 août 2020 : Vladimir Kravtsov (ru)
- 22 août 2020 – 3 mars 2025 : Vladimir Karanik
- 31 mars 2025 – : Yuriy Karayev